# Indépendance (roman)
Indépendance (titre original en anglais Independence Day) est un roman de l'écrivain américain Richard Ford publié originellement le 13 juin 1995 aux États-Unis et en français le 12 mars 1996 aux éditions de l'Olivier. Il constitue le deuxième volume du cycle « Frank Bascombe ». Finaliste du National Book Critics Circle Award en 1995, le roman a obtenu le prix Pulitzer de la fiction et le PEN/Faulkner Award en 1996.

## Résumé
En 1988, Frank Bascombe a abandonné le journalisme sportif et s'est reconverti dans l'immobilier où son agence, située dans le New Jersey, prospère avec l'expansion du secteur financier de Wall Street. Toujours séparé de sa femme, Ann Dykstra avec laquelle (et bien que remariée) il continue de garder un lien particulier, vivant jusqu'alors des amours passagères mais soucieux de stabiliser sa relation actuelle, il décide de passer le week-end d'Independence Day avec son second fils Paul, un adolescent difficile. Tout en jonglant entre des locataires mauvais payeurs et un couple particulièrement difficiles à satisfaire pour leur recherche d'une maison, Frank part avec son fils, pratiquement mutique, pour deux jours sur le chemin des Halls of Fame du basketball puis du baseball en tentant d'insuffler de la légèreté et de la bonne humeur à l'équipée.

## Éditions
- (en) Independence Day, Alfred A. Knopf Publishers, 1995  (ISBN 9780679492658).
- Indépendance, éditions de l'Olivier, 1996  (ISBN 978-2879290850).
- (en) The Bascombe Novels, coll. « Everyman's Library », Alfred A. Knopf Publishers, 2009,  (ISBN 978-0307269034).